# Greer Garson

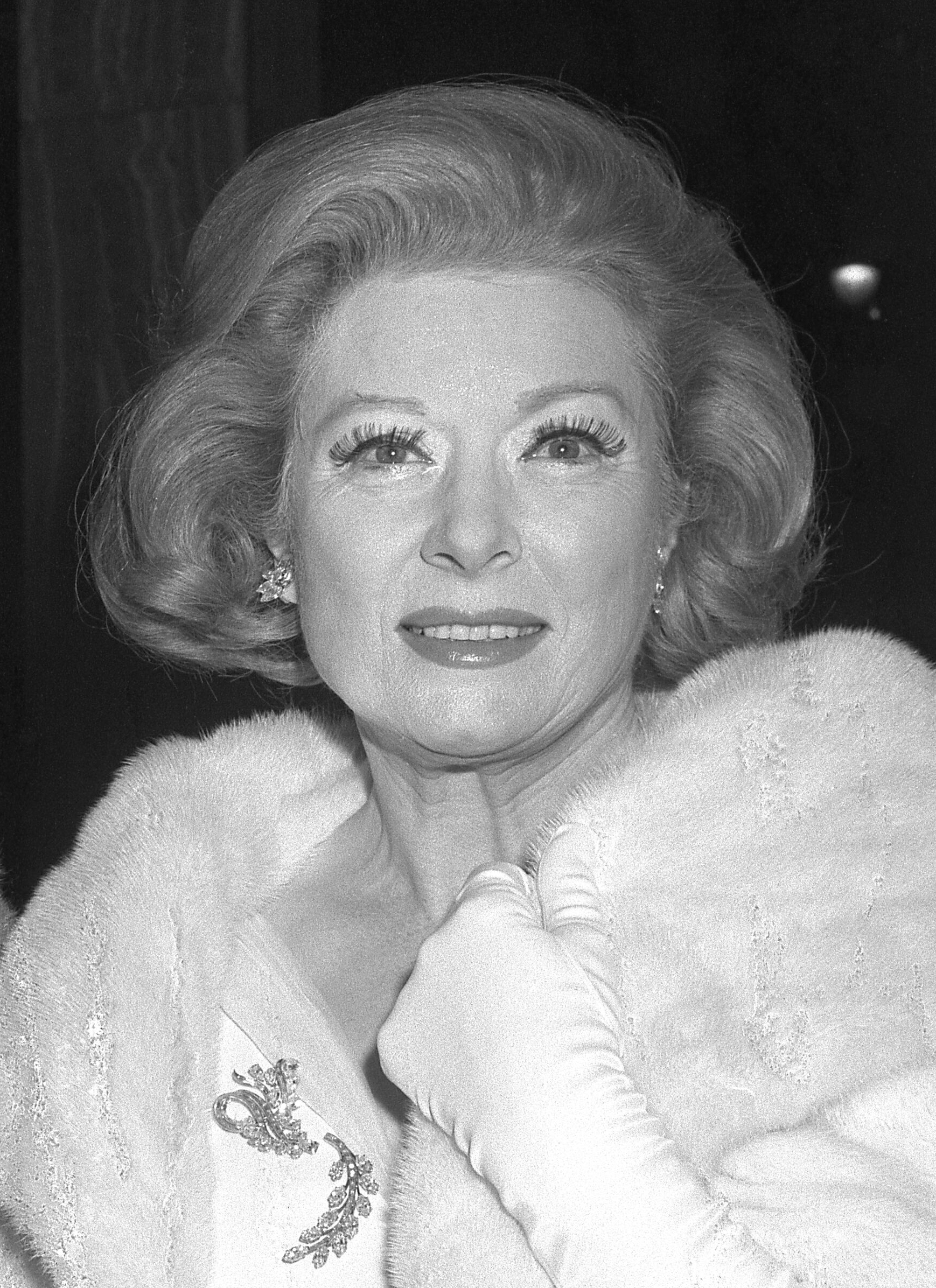
Greer Garson (1965)

Eileen Evelyn Greer Garson, CBE (* 29. September 1904 in London; † 6. April 1996 in Dallas) war eine britische Theater- und Filmschauspielerin, die vor allem während des Zweiten Weltkriegs im US-amerikanischen Film große Erfolge feierte. Sie war insgesamt siebenmal für den Oscar in der Kategorie Beste Hauptdarstellerin nominiert und konnte die Trophäe für die Titelrolle im Kriegsdrama Mrs. Miniver (1942) gewinnen.

## Leben und Wirken

### Kindheit und Jugend
Greer Garson wurde 1904 in London als einziges Kind von George Garson (1865–1906), einem Kaufmann, dessen Vorfahren im 8. Jahrhundert aus Skandinavien nach Schottland eingewandert waren, und der Schottin Nancy Sophia Greer († 1958) geboren. Garson behauptete jedoch zeitlebens, sie sei 1908 in Irland zur Welt gekommen. Nach dem frühen Tod ihres Vaters lebte sie allein mit ihrer Mutter, deren finanzielle Situation sich verschlechterte, zumal Garson häufig krank war und an einer chronischen Bronchitis litt, weshalb sie auf Anraten eines Arztes vor allem während der kalten Wintermonate im Bett bleiben musste. Da es ihr dadurch verwehrt blieb, regelmäßig zur Schule zu gehen und mit Kindern ihres Alters zu spielen, verschlang sie bereits früh zahlreiche Klassiker der englischen Literatur und lernte Gedichte und Dramen auswendig.
Nach ihrem Schulabschluss wollte Garson sich an der Royal Academy of Dramatic Art zur Schauspielerin ausbilden lassen, doch ihre Mutter, die sich von allen nur ‚Nina‘ nennen ließ, wollte, dass ihre Tochter Lehrerin wird. 1921 schrieb sich Garson an der Universität von London ein, wo sie ab 1923 das King’s College besuchte und 1926 ihr Studium mit dem Bachelor in Französisch abschloss. Nach einem weiterführenden Studium an der Universität von Grenoble arbeitete sie in London zunächst als Redakteurin für die Encyclopædia Britannica und anschließend bei einer Anzeigenagentur.

### Erste Erfolge als Schauspielerin
Nebenbei wirkte Garson in einer Reihe von lokalen Theaterproduktionen mit. Ab 1931 gehörte sie zur Birmingham Repertory Company, mit der sie unter anderem in Birmingham, Sheffield, Edinburgh und Glasgow regelmäßig auf der Bühne stand. Der Schriftsteller George Bernard Shaw erkannte ihr Potenzial und schickte ihr einen anerkennenden Brief, in dem er sie mit der gefeierten Shakespeare-Darstellerin Ellen Terry verglich. Obwohl Garson positive Kritiken erhielt und auch beim Publikum gut ankam, sah sich die Birmingham Repertory Company aufgrund Garsons häufiger Gesundheitsprobleme wie Lungenentzündung und Rückenschmerzen gezwungen, ihren Vertrag aufzulösen.
Daraufhin heiratete sie am 28. September 1933 den britischen Staatsbeamten Edward Alec Abbot Snelson (1904–1992), der später als Sir Edward ein anerkannter Richter und Experte für indische und pakistanische Angelegenheiten wurde. Nachdem Garson und Snelson ihre Flitterwochen im Harz verbracht hatten, gingen sie schon nach wenigen Wochen wieder getrennte Wege. Garson zufolge seien sie zu unterschiedlich in ihren Gemütern und Snelson zudem sehr besitzergreifend gewesen. Die Ehe wurde allerdings erst 1940 geschieden.
Eine Zeit lang schlug sich Garson mit kleinen Nebenrollen in Londons Theatern durch, bis sie 1935 an der Seite von Laurence Olivier im Londoner Whitehall Theatre für ihre Darstellung in dem Bühnenstück The Golden Arrow, bei dem Olivier auch die Regie übernahm, von den Kritikern erneut für ihr Schauspieltalent und vor allem für ihre angenehme Stimme und sorgfältige Aussprache gelobt wurde. Während die Theaterproduzenten die rothaarige Garson häufig nicht leiden konnten, weil sie ihnen zu reserviert erschien, verstand sich die Schauspielerin mit Olivier auf Anhieb. Sie freundeten sich an und arbeiten fünf Jahre später in Hollywood erneut zusammen. Es folgten weitere Bühnenengagements, für die Garson ebenfalls glühende Kritiken erhielt, von denen aber nur wenige, darunter Noël Cowards Drama Mademoiselle, auch Publikumserfolge wurden. Im Jahr 1937 stand Garson für Live-Übertragungen von Theaterstücken für das noch junge britische Fernsehen erstmals vor der Kamera.

### Erste Jahre in Hollywood
Als sie 1937 am Londoner St. James Theatre eine Mörderin in dem Drama Old Music spielte, wurde sie von Louis B. Mayer, dem Studiochef von MGM, entdeckt. Trotz ihrer Bedenken, sie sei nicht fotogen genug, unterschrieb sie bei MGM einen Siebenjahresvertrag. Zusammen mit ihrer Mutter Nina und einer gewissen Hedwig Kiesler traf sie als „Europaimport“ in Hollywood ein. Hedwig erhielt daraufhin den Künstlernamen Hedy Lamarr und zunächst die ganze Aufmerksamkeit von Louis B. Mayer, während Garson fast zwei Jahre auf ihre erste Filmrolle warten musste und aus Frustration darüber nach London zurückkehren wollte.
Die Prioritäten änderten sich erst, als Lamarrs Filme Lady of the Tropics und I Take This Woman auf spektakuläre Weise floppten. Da erinnerte sich Mayer an seine zweite europäische Entdeckung. Für Garson bedeutete dies die Rolle der Mrs. Chips in dem Lehrerdrama Auf Wiedersehen, Mr. Chips (1939) neben Hauptdarsteller Robert Donat. Ihre Rolle war nicht sehr groß, bescherte ihr jedoch weitere Rollenangebote und prompt ihre erste Oscar-Nominierung in der Kategorie Beste Hauptdarstellerin. Für Stolz und Vorurteil, der ersten Leinwandadaption von Jane Austens gleichnamigem Roman, stand sie 1940 mit Laurence Olivier schließlich auch gemeinsam vor der Filmkamera.
Der endgültige Durchbruch beim Film gelang Garson 1941 an der Seite von Walter Pidgeon in ihrem ersten Technicolor-Film Blüten im Staub, in dem sie Edna Gladney (1886–1961) spielte, die sich in Texas Anfang des 20. Jahrhunderts für die Rechte von Waisenkindern eingesetzt und eine Stiftung für elternlose Kinder gegründet hatte. Der Film war ein großer Erfolg an der Kinokasse und gewann einen Oscar für das beste Szenenbild. Greer Garson und Walter Pidgeon wurden in der Folge als neues Traumpaar des US-amerikanischen Kinos gefeiert. Zudem füllte Garson die Lücke, die Greta Garbo und Norma Shearer nach ihrem Rückzug vom Film bei MGM hinterlassen hatten. Ebenfalls 1941 war Garson neben Joan Crawford, Robert Taylor und Herbert Marshall in When Ladies Meet zu sehen. Die Komödie war zwar kein sonderlicher Erfolg bei Kritikern und Publikum, tat aber Garsons weiterem Aufstieg in Hollywood keinen Abbruch.

### Goldene Jahre bei MGM
Im Jahr 1942 übernahm Garson neben Walter Pidgeon die Titelrolle in William Wylers Kriegsdrama Mrs. Miniver, mit der sie bis heute am meisten assoziiert wird. Der Film über eine englische Familie, die während des Zweiten Weltkriegs durch Garson zusammengehalten wird, war ein immenser Erfolg an der Kinokasse und wurde in zwölf Kategorien für den Oscar nominiert, in denen er sich sechsmal gegen die Konkurrenz durchsetzen konnte. Garson, die nach Auf Wiedersehen, Mr. Chips und Blüten im Staub zum bereits dritten Mal für einen Oscar nominiert wurde, gewann schließlich die Trophäe als beste Hauptdarstellerin. Bei der Oscarverleihung 1943 bedankte sich die Schauspielerin in einer legendären fünfeinhalbminütigen Rede bei der Academy of Motion Picture Arts and Sciences und ihren Wegbegleitern, woraufhin im Folgejahr die Redezeit erstmals auf weniger als eine Minute begrenzt wurde.
Ebenfalls 1942 drehte Garson unter der Regie von Mervyn LeRoy und an der Seite von Ronald Colman das Melodram Gefundene Jahre, basierend auf einem Roman von James Hilton, der bereits für Auf Wiedersehen, Mr. Chips die literarische Vorlage geliefert hatte. Wie bereits Mrs. Miniver wurde Gefundene Jahre vom Publikum enthusiastisch aufgenommen. Auch Garson selbst schätzte den Film über eine Frau, die um die Liebe ihres an Amnesie leidenden Ehemannes kämpft, so sehr, dass sie ihn später als den schönsten Film bezeichnete, den sie je gedreht habe. Nach ihrem erfolgreichsten Jahr heiratete Garson 1943 den zwölf Jahre jüngeren Richard Ney (1916–2004), der in Mrs. Miniver ihren Sohn gespielt hatte, was in der US-amerikanischen Presse zu heftigen Kontroversen führte. Wie viele in Hollywood prophezeiten, hielt die Ehe, die von Eifersucht seitens Richard Neys geprägt war, nicht lange und wurde 1947 wieder geschieden.
Für ihre Leistung als Marie Curie in der Filmbiografie Madame Curie (1943) erhielt Garson erneut eine Oscar-Nominierung, auf die mit Tagebuch einer Frau (1944) und Die Entscheidung (1945) zwei weitere folgten. Garson hält damit zusammen mit Bette Davis den Rekord an Oscar-Nominierungen in fünf aufeinanderfolgenden Jahren.

### Karriereknick
Neben Garson selbst bemerkten zunehmend auch Kritiker, dass sie als elegante, noble und würdevolle Dame häufig denselben Frauentyp in immer wieder ähnlichen Literaturverfilmungen spielte. Bereits zu Beginn ihrer Filmkarriere war sie entschlossen, ihre Vielseitigkeit als Schauspielerin zu beweisen, doch Louis B. Mayer, der für sie auch eine Art Mentor war, setzte lieber auf das Erfolgsrezept von Rollen wie die der Mrs. Chips oder Mrs. Miniver, mit denen Garson während der Kriegsjahre zur Königin von MGM avancierte. Dieses Prestige zeigte sich auch, als Garson 1945 die weibliche Hauptrolle neben Clark Gable in dessen erstem Film nach Kriegsende erhielt. Mit dem schlagzeilenträchtigen Slogan „Gable’s back and Garson got him!“ (deutsch: „Gable ist zurück und Garson hat ihn bekommen!“) warb das Studio um das Filmdrama Mann ohne Herz, das von Victor Fleming inszeniert wurde. Garson verkörperte darin eine Bibliothekarin, die sich in einen raubeinigen, von Clark Gable gespielten Seemann verliebt. Obwohl das Publikum Gables Rückkehr sehnlichst erwartet hatte, erwies sich Mann ohne Herz als kritischer und finanzieller Flop. Nebendarstellerin Joan Blondell bekam die einzig guten Kritiken.
Ab 1946 veränderte sich Hollywood zusehends. Die Art von Filmen, in denen Greer Garson bislang aufgetreten war, waren in der Nachkriegsära nicht länger gefragt. Anfang des Jahres versuchte sie mit dem Film Desire Me ihre Position zu festigen; das Unterfangen geriet jedoch zu einem Desaster. Probleme mit dem Skript und dem Budget führten dazu, dass zwischen Drehbeginn und Premiere über 18 Monate vergingen, in denen der ursprüngliche männliche Hauptdarsteller durch Robert Mitchum ersetzt werden musste und hintereinander vier verschiedene Regisseure die Dreharbeiten leiteten. Als eine der wenigen Großproduktionen überhaupt kam Desire Me ohne Nennung eines Regisseurs Ende 1947 in die Kinos. Erneut waren die Kritiken schlecht und MGM machte mit dem Filmdrama ein weiteres Mal Verluste.

### Letzte Jahre bei MGM
Obwohl andere Verantwortliche des Studios Garsons Zugkraft beim Publikum zunehmend bezweifelten, hielt Mayer weiterhin zu ihr. In Die unvollkommene Dame konnte Garson als unkonventionelles Showgirl 1948 neben Walter Pidgeon und der jungen Elizabeth Taylor endlich ihr komödiantisches Talent unter Beweis stellen. Der Film bekam zwar eher durchwachsene Kritiken, spielte aber weit mehr als seine Produktionskosten wieder ein. Während der Dreharbeiten lernte Garson den Millionär, Ölmagnaten und Rancher Elijah E. „Buddy“ Fogelson (1900–1987) kennen, den sie am 15. Juli 1949 in Santa Fe in dritter Ehe heiratete. Mit Das Schicksal der Irene Forsyte (1949) folgte erneut eine Literaturverfilmung, in der Garson als Titelheldin zunächst Errol Flynn heiratet, mit Robert Young eine Affäre hat und schließlich mit Walter Pidgeon glücklich wird.
Im Jahr 1950 versuchte sich MGM mit Ihr Geheimnis an einer Fortsetzung von Mrs. Miniver. Garson und Pidgeon spielten erneut die Hauptrollen. Zwar wurde im Gegensatz zum Vorgänger an Originalschauplätzen in England gedreht, doch der Umstand, dass Mrs. Miniver in Ihr Geheimnis am Ende stirbt, wurde vom Publikum nicht gut aufgenommen, sodass der Film zu einem weiteren Flop in Garsons Karriere geriet. Mit ihrem Ehemann Buddy Fogelson zog sie schließlich nach New Mexico, worauf Garson nur noch in Filmen mitspielte, die ihr persönlich zusagten. In den 1950er Jahren drehte sie, mit Ausnahme der Shakespeare-Verfilmung Julius Caesar (1953), eher unbedeutende Filme, die nicht an ihre alten Erfolge anknüpfen konnten. Überdies lief 1954 ihr Vertrag bei MGM aus und alte Gesundheitsprobleme und Verletzungen machten ihr schwer zu schaffen. 

### Erneute Erfolge und Rückzug ins Private

Greer Garson (rechts) mit Ralph Bellamy und Eleanor Roosevelt beim Dreh von Sunrise at Campobello

Im Jahr 1958 ging Garson an den New Yorker Broadway, wo sie Rosalind Russell in dem Bühnenstück Auntie Mame ersetzte und von den Kritikern gefeiert wurde. 1960 erhielt sie erneut großes Kritikerlob für ihre Rolle der Eleanor Roosevelt in Sunrise at Campobello, die ihr die siebente und letzte Oscar-Nominierung als beste Hauptdarstellerin einbrachte sowie den Golden Globe und den Preis des National Board of Review in der gleichen Kategorie. Ebenfalls 1960 hatte sie einen kleinen Gastauftritt als sie selbst in der Filmkomödie Pepe – Was kann die Welt schon kosten. Bereits 1943 war sie neben Walter Pidgeon mit einem solchen Gastauftritt in The Youngest Profession zu sehen gewesen.
Nach zwei weiteren Spielfilmen, Dominique – Die singende Nonne (1966) und Der glücklichste Millionär (1967), und ein paar Auftritten im US-amerikanischen Fernsehen, etwa als Tante March in dem Fernsehzweiteiler Little Women (1978), zog sich Garson 1982 aus dem Showgeschäft zurück und widmete sich ihrem Privatleben, das seit ihrer Hochzeit mit Buddy Fogelson sehr glücklich verlief. Nahe ihrem gemeinsamen Anwesen in Dallas, Texas, unterstützte Garson ein Theater der Southern Methodist University, das daraufhin auf den Namen Greer Garson Theater getauft wurde. Auch an der Santa Fe University of Art and Design investierte Garson bereits ab Mitte der 1960er Jahre in ein Theater. Am 7. Juli 1993 erhielt sie den Order of the British Empire unter anderem für ihre Verdienste zur Verbesserung der Beziehungen von Großbritannien und den Vereinigten Staaten und für ihre Förderung von Universitäten.
Nach dem Tod ihres Mannes Buddy Fogelson im Jahr 1987 zog sich Garson endgültig ins Private zurück. Sie selbst starb 1996 im Alter von 91 Jahren im Presbyterian Hospital in Dallas, nachdem sie dort aufgrund von akuten Herzproblemen die letzten drei Jahre ihres Lebens verbracht hatte. Im Sparkman Hillcrest Memorial Park in Dallas, am so genannten „Fogelson Triangle“, wurde sie beigesetzt.

## Filmografie (Auswahl)
- 1939: Auf Wiedersehen, Mr. Chips (Goodbye, Mr. Chips)
- 1939: Remember?
- 1940: Stolz und Vorurteil (Pride and Prejudice)
- 1941: Blüten im Staub (Blossoms in the Dust)
- 1941: When Ladies Meet
- 1942: Mrs. Miniver
- 1942: Gefundene Jahre (Random Harvest)
- 1943: The Youngest Profession (Cameo-Auftritt)
- 1943: Madame Curie
- 1944: Tagebuch einer Frau (Mrs. Parkington)
- 1945: Die Entscheidung (The Valley of Decision)
- 1945: Mann ohne Herz (Adventure)
- 1947: Desire Me
- 1948: Die unvollkommene Dame (Julia Misbehaves)
- 1949: Das Schicksal der Irene Forsyte (That Forsyte Woman)
- 1950: Ihr Geheimnis (The Miniver Story)
- 1951: Der Gauner und die Lady (The Law and the Lady)
- 1953: Julius Caesar
- 1953: Skandal um Patsy (Scandal at Scourie)
- 1954: Ihre zwölf Männer (Her Twelve Men)
- 1955: Aus dem Leben einer Ärztin (Strange Lady in Town)
- 1956: The Little Foxes (TV-Film)
- 1957: Telephone Time (TV-Serie, eine Folge)
- 1957: Vater ist der Beste (TV-Serie, eine Folge)
- 1960: Captain Brassbound’s Conversion (TV-Film)
- 1960: Sunrise at Campobello
- 1960: Pepe – Was kann die Welt schon kosten (Pepe) (Cameo-Auftritt)
- 1963: Invincible Mr. Disraeli (TV-Film)
- 1966: Dominique – Die singende Nonne (The Singing Nun)
- 1967: Der glücklichste Millionär (The Happiest Millionaire)
- 1970: Die Leute von der Shiloh Ranch (The Virginian) (TV-Serie, eine Folge)
- 1974: Crown Matrimonial (TV-Film)
- 1978: Little Women (TV-Zweiteiler)
- 1982: Love Boat (The Love Boat) (TV-Serie, eine Folge)

## Auszeichnungen
Oscar
- 1940: Nominierung in der Kategorie Beste Hauptdarstellerin für Auf Wiedersehen, Mr. Chips
- 1942: Nominierung in der Kategorie Beste Hauptdarstellerin für Blüten im Staub
- 1943: Beste Hauptdarstellerin für Mrs. Miniver
- 1944: Nominierung in der Kategorie Beste Hauptdarstellerin für Madame Curie
- 1945: Nominierung in der Kategorie Beste Hauptdarstellerin für Tagebuch einer Frau
- 1946: Nominierung in der Kategorie Beste Hauptdarstellerin für Die Entscheidung
- 1961: Nominierung in der Kategorie Beste Hauptdarstellerin für Sunrise at Campobello

Golden Globe
- 1961: Beste Hauptdarstellerin für Sunrise at Campobello

National Board of Review Award
- 1960: Beste Hauptdarstellerin für Sunrise at Campobello

New York Film Critics Circle Award
- 1942: Nominierung in der Kategorie Beste Hauptdarstellerin für Mrs. Miniver

Weitere
- 1945: Photoplay Award in der Kategorie Beliebteste Schauspielerin
- 1946: Photoplay Award in der Kategorie Beliebteste Schauspielerin
- 1960: Stern auf dem Hollywood Walk of Fame (1651 Vine Street)
- 1991: Ehrendoktor der Southern Methodist University[11]
- 1993: Commander of the Order of the British Empire (Komtur des britischen Ritterordens)

## Deutsche Synchronstimmen
Zu den Schauspielerinnen, die Greer Garson in den deutschen Synchronfassungen ihre Stimme geliehen haben, zählen:
- Marion Martienzen – Auf Wiedersehen, Mr. Chips
- Lis Verhoeven – Stolz und Vorurteil
- Marion Degler – Blüten im Staub
- Tilly Lauenstein – Mrs. Miniver, Das Schicksal der Irene Forsyte, Julius Caesar, Aus dem Leben einer Ärztin, Pepe – Was kann die Welt schon kosten, Dominique – Die singende Nonne
- Cornelia Meinhardt – Madame Curie (2. Synchronfassung von 1997), Die unvollkommene Dame (2. Synchronfassung von 1993), Der Gauner und die Lady
- Lu Säuberlich – Gefundene Jahre, Tagebuch einer Frau, Die Entscheidung
- Tina Eilers – Die unvollkommene Dame (1. Synchronfassung)
- Viktoria Brams – Skandal um Patsy
- Renate Pichler – Ihre zwölf Männer
- Dagmar Altrichter – Love Boat